# Эвран
Эвра́н (фр. Évran, брет. Evrann, галло Evran) — коммуна во Франции, находится в регионе Бретань. Департамент — Кот-д’Армор. Входит в состав кантона Ланвалле. Округ коммуны — Динан.
Код INSEE коммуны — 22056.

## География
Коммуна расположена приблизительно в 330 км к западу от Парижа, в 38 км северо-западнее Ренна, в 60 км к востоку от Сен-Бриё.
По территории коммуны протекает река Ранс и проходит канал Иль-э-Ранс.

## Население
Население коммуны на 2016 год составляло 1 705 человека.
| 1962 | 1968 | 1975 | 1982 | 1990 | 1999 | 2010 | 2016 |
| ---- | ---- | ---- | ---- | ---- | ---- | ---- | ---- |
| 1380 | 1468 | 1524 | 1596 | 1561 | 1473 | 1664 | 1705 |

## Экономика
В 2007 году среди 929 человек в трудоспособном возрасте (15—64 лет) 633 были экономически активными, 296 — неактивными (показатель активности — 68,1 %, в 1999 году было 68,0 %). Из 633 активных работали 561 человек (303 мужчины и 258 женщин), безработных было 72 (40 мужчин и 32 женщины). Среди 296 неактивных 72 человека были учениками или студентами, 98 — пенсионерами, 126 были неактивными по другим причинам.

## Достопримечательности
- Замок Бомануар[фр.] (XVII век). Исторический памятник с 1925 года[3]
- Монументальный крест Макерель (XIV век). Исторический памятник с 1964 года[4]

## Фотогалерея

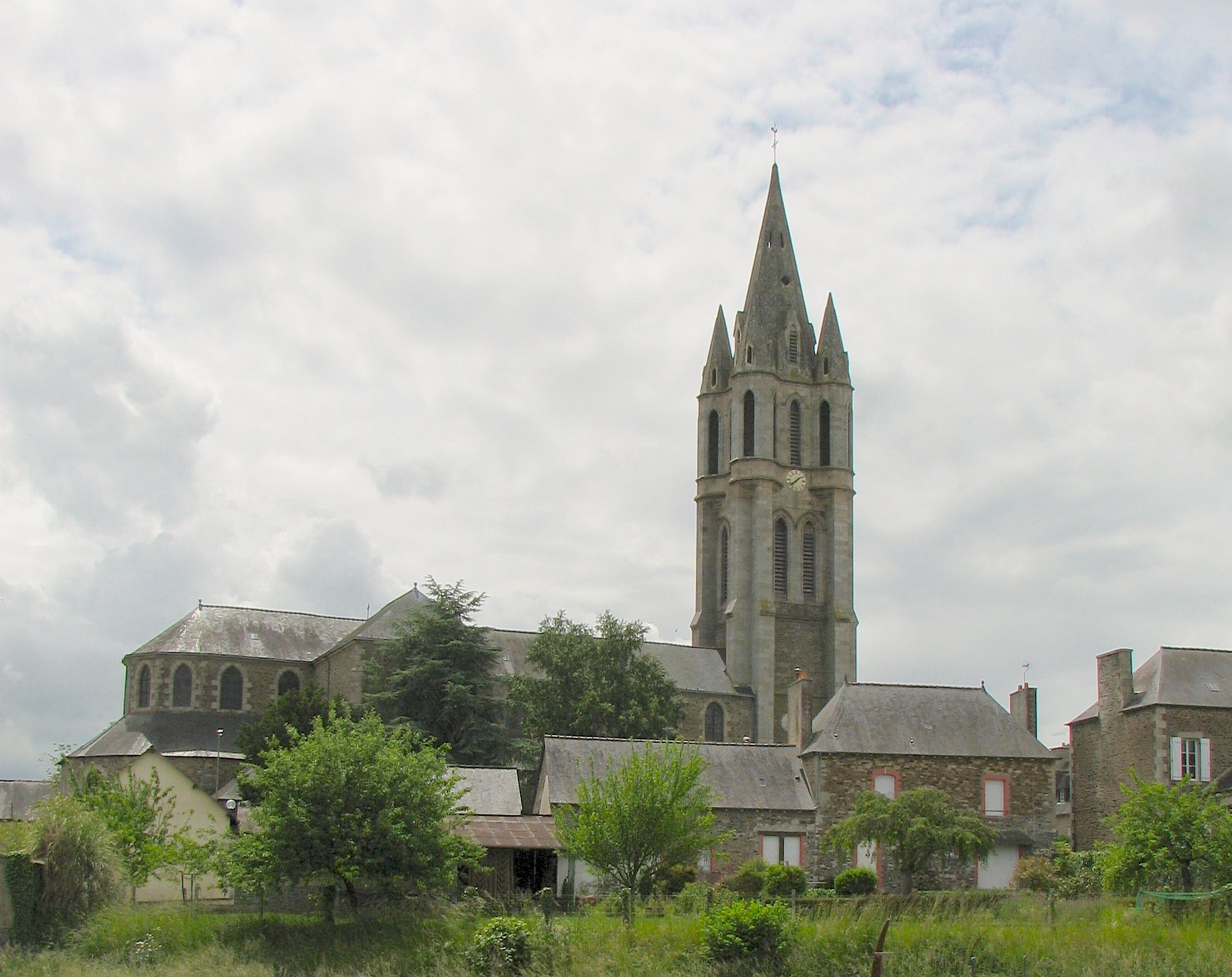
Церковь Святых Петра и Павла
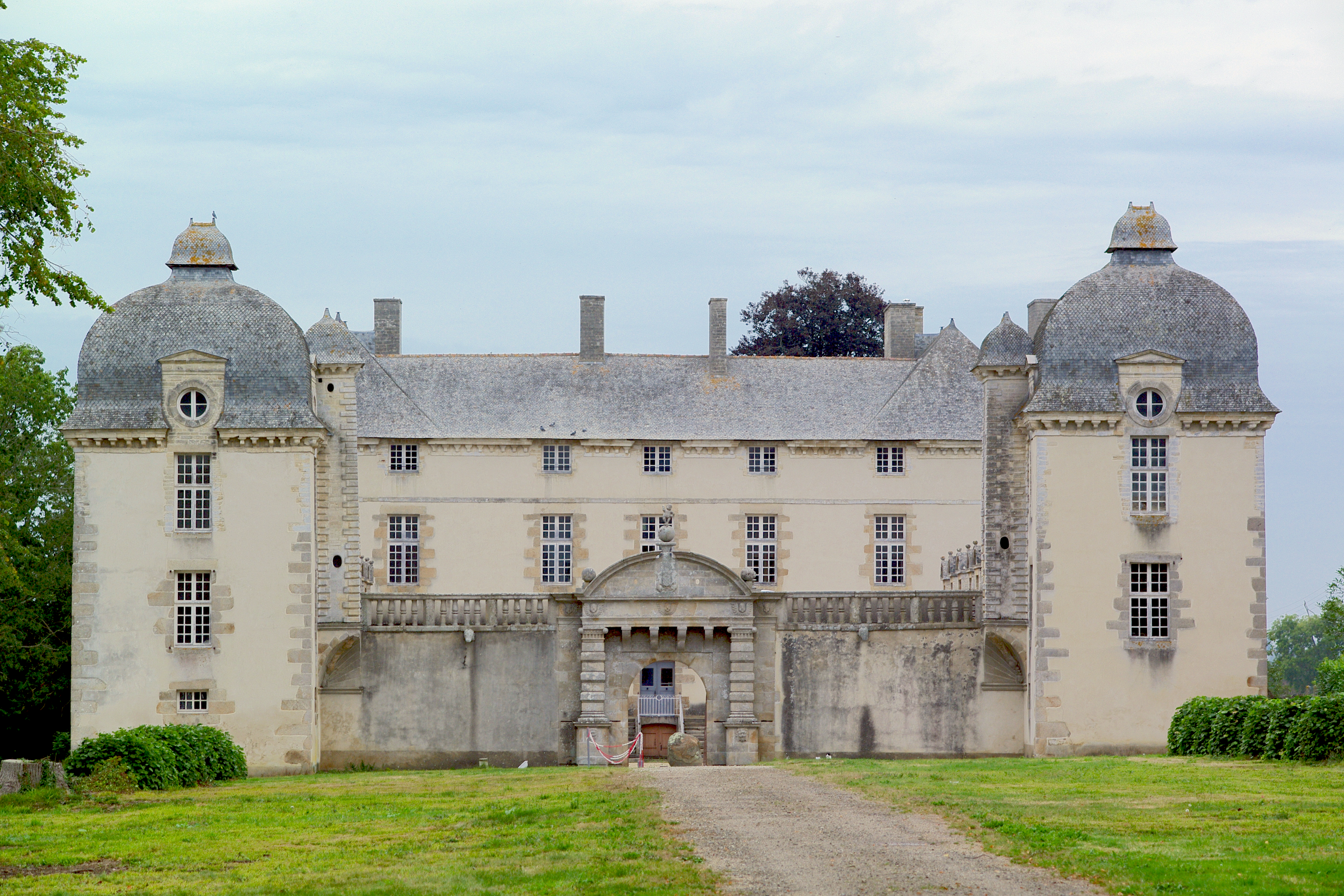
Замок Бомануар
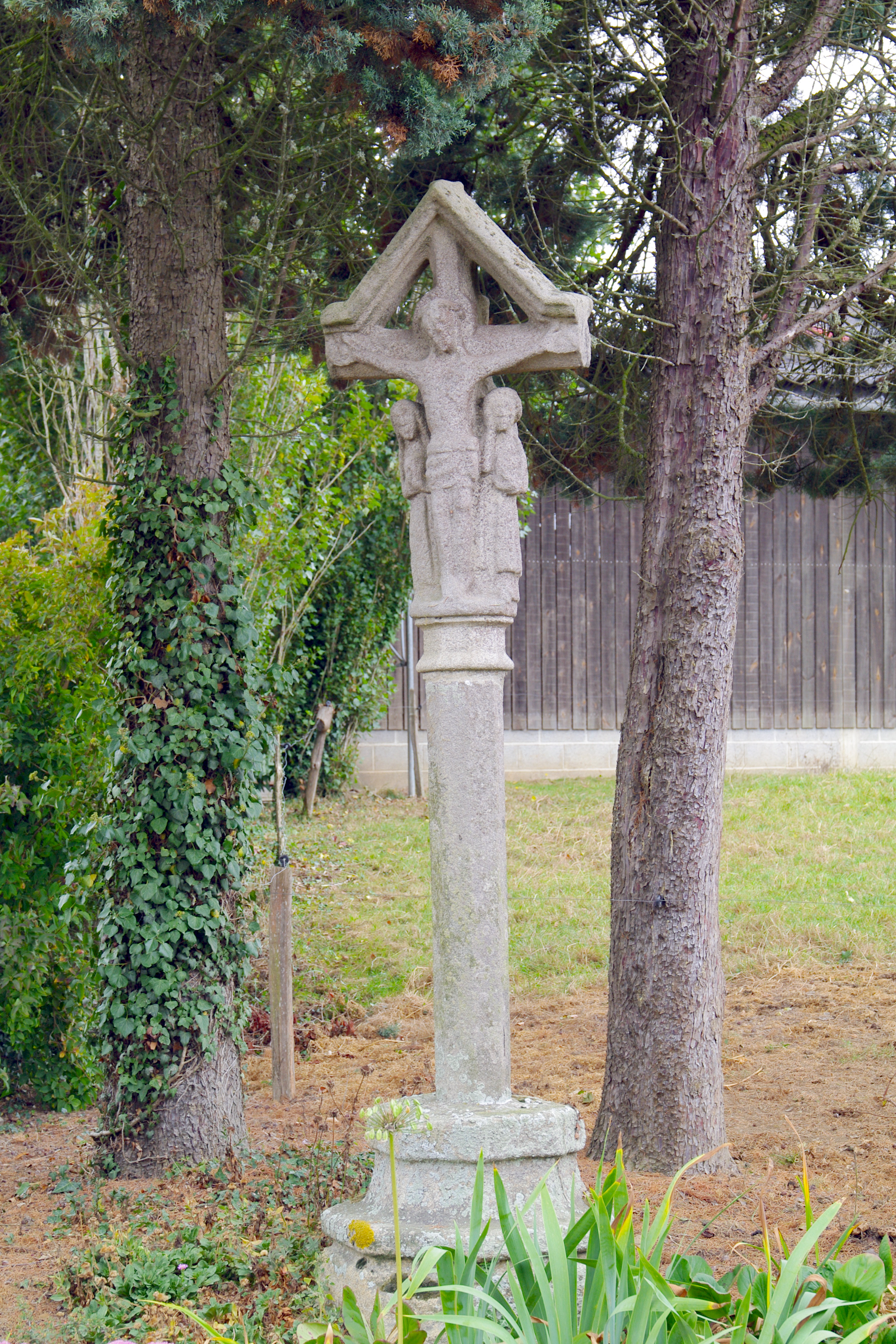
Монументальный крест Макерель
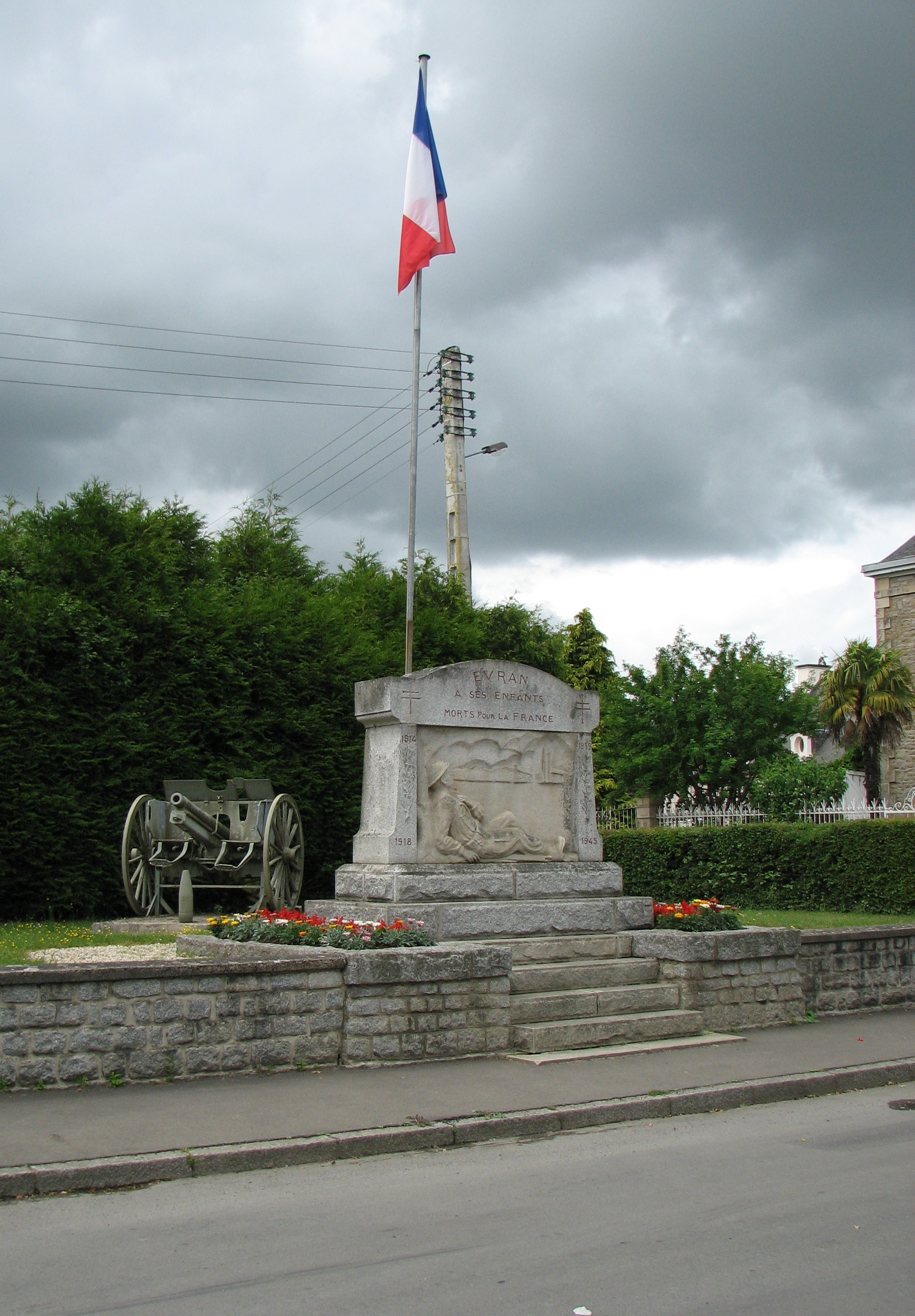
Военный мемориал